# Harold Ramis

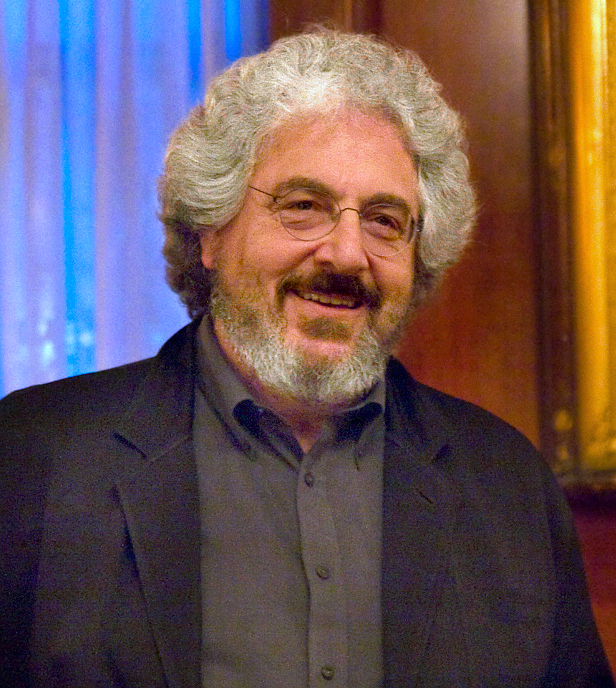
Harold Ramis (2009)

Harold Allen Ramis (* 21. November 1944 in Chicago, Illinois; † 24. Februar 2014 ebenda) war ein US-amerikanischer Schauspieler, Filmregisseur und Drehbuchautor.

## Leben
Nach dem Abschluss eines Studiums an der Washington University in St. Louis, Missouri, arbeitete der Sohn einer jüdischen Kaufmannsfamilie einige Zeit als Pfleger in einer Nervenheilanstalt und später als Partywitze-Redakteur für die Zeitschrift Playboy. Zeitweise war er Mitglied der Theatergruppe The Second City.
Bekannt war Ramis als Schauspieler vor allem für seine Rolle als „Dr. Egon Spengler“ in den Filmen Ghostbusters – Die Geisterjäger und Ghostbusters II, für die er mit Dan Aykroyd auch überwiegend die Drehbücher geschrieben hat.
Ramis heiratete 1989 seine frühere Assistentin, die Schauspielerin Erica Mann. Er war Vater von drei Kindern, darunter auch eine Tochter aus seiner früheren Ehe mit Anne Plotkin, mit der er von 1967 bis 1984 verheiratet war. Bis zuletzt lebte er in Chicago.
Ab Mai 2010 litt Ramis an einer Autoimmunkrankheit aus der Gruppe der Vaskulitiden. Er starb am 24. Februar 2014 an den Folgen seiner seltenen Erkrankung im Kreis seiner Familie. Seine Grabstätte befindet sich auf dem Shalom Memorial Park in Arlington Heights.

## Filmografie (Auswahl)
Schauspieler
- 1976: The TVTV Show (Fernsehfilm)
- 1976–1978: Second City TV (Fernsehserie, 28 Folgen)
- 1981: Ich glaub’, mich knutscht ein Elch! (Stripes)
- 1983: Spacehunter – Jäger im All (Spacehunter: Adventures in the Forbidden Zone) – Sprechrolle
- 1984: Ghostbusters – Die Geisterjäger (Ghostbusters)
- 1987: Baby Boom – Eine schöne Bescherung (Baby Boom)
- 1988: Katies Sehnsucht (Stealing Home)
- 1989: Ghostbusters II
- 1993: Und täglich grüßt das Murmeltier (Groundhog Day)
- 1994: Airheads
- 1997: Besser geht’s nicht (As Good as It Gets)
- 2002: Alle lieben Lucy (I’m with Lucy)
- 2002: Nix wie raus aus Orange County (Orange County)
- 2006: Der letzte Kuss (The Last Kiss)
- 2007: Beim ersten Mal (Knocked Up)
- 2007: Walk Hard: The Dewey Cox Story
- 2009: Year One – Aller Anfang ist schwer (Year One)
- 2021: Ghostbusters: Legacy (posthum mit Archivszenen und Fotos)

Drehbuchautor
- 1978: Ich glaub’, mich tritt ein Pferd (National Lampoon’s Animal House)
- 1984: Ghostbusters – Die Geisterjäger (Ghostbusters)
- 1986: Mach’s noch mal, Dad (Back to School)
- 1986: Zwei unter Volldampf (Armed and Dangerous)
- 1988: Caddyshack II
- 1989: Ghostbusters II
- 2009: Ghostbusters: The Video Game

Drehbuchautor und Regisseur
- 1980: Wahnsinn ohne Handicap (Caddyshack)
- 1986: Club Paradise
- 1999: Reine Nervensache (Analyze This)
- 2000: Teuflisch (Bedazzled)
- 2002: Reine Nervensache 2 (Analyze That)

Regisseur
- 1983: Die schrillen Vier auf Achse (National Lampoon’s Vacation)
- 1993: Und täglich grüßt das Murmeltier (Groundhog Day)
- 1995: Stuart Stupid – Eine Familie zum Kotzen (Stuart Saves His Family)
- 1996: Vier lieben dich (Multiplicity)
- 2005: The Ice Harvest
- 2009: Year One – Aller Anfang ist schwer (Year One)